# رزیدنت ایول: هدف مرگ
رزیدنت ایول: هدف مرگ (به انگلیسی: Resident Evil: Dead Aim) (به ژاپنی: ガンサバイバー۴ バイオハザード ヒーローズ・ネバー・ダイ, Gan Sabaibā Fō Baiohazādo Hīrōzu Nebā Dai) نام یک بازی ویدئویی در سبک لایت گان شوتر از مجموعه بازی‌های رزیدنت ایول بوده و همچنین اولین عنوان در این فرنچایز محسوب می‌شود که ویژگی‌های تیراندازی اول شخص در کنار تیراندازی سوم شخص . این بازی همچنین با نام اسلحه زنده ۴ (به انگلیسی: Biohazard: Gun Survivor ۴) نیز شناخته می‌شود. این بازی برای نخستین بار در ۱۳ فوریه ۲۰۰۳ در ژاپن منتشر شد. این بازی همچنین در ۱۷ ژوئن سال ۲۰۰۳ نیز در ایالات متحده منتشر شد. کاویا سازنده این بازی بوده و شرکت کپ‌کام آن را به شکل اختصاصی برای کنسول پلی‌استیشن ۲ منتشر کرد.

## گیم‌پلی
رزیدنت ایول: هدف مرگ یک بازی در سبک سورویوال هارور بوده که در حالت سوم شخص قابل بازی است. پس از هدف‌گیری زاویه دید به اول شخص تغییر می‌یابد.

## داستان
زمانیکه در شهر راکون ویروس تی به شکلی فراگیر منتشر شد، شهروندان این شهر به تدریج به این ویروس مبتلا شدنه و به زامبی تبدیل شدند. روند تبدیل انسان‌های سالم به زامبی با سرعت در حال پیشرفت بود که از جانب دولت، تصمیم گرفته شد تا این شهر توسط بمب هسته‌ای نابود شود. پس از نابودی شهر، شرکت آمبرلا که بانی اصلی این فاجعه بیولوژیکی بود اتهامات وارده را نپذیرفت. در حقیقت با نابودی کامل این شهر توسط دولت، این دولت بود که مقصر این پاکسازی شناخته شد. شرکت آمبرلا فعالیت‌های غیرقانونی خود را متوقف نکرد و همچنان به آزمایش‌های غیرقانونی خود برای ساخت ویروس‌های جهش‌زا ادامه می‌داد.
شرکت آمبرلا محموله‌ای از ویروس‌ها و عوامل جهش زای خود را در یک کشتی جاسازی کرده بود. از جانب یک سازمان دولتی ضد آمبرلا، مأموری ویژه برای بررسی این کشتی به آنجا فرستاده شد. بروس مک‌گیون، وارد کشتی شد که بار دیگر توسط ویروس تی به طغیان کشیده شده بود. مرفیوس دی دوال پژوهشگر پیشین آمبرلا، بانی این انتشار ویروس بود و این کار را به منظور انتقام از آمبرلا انجام داد. مک‌گیون در ادامه با یک مأمور چینی به نام فانگ لینگ همراه شد. آن دو پس از نابود کردن زامبی‌ها، مورفئوس را که پس از ابتلا به ویروس، دچار تغییر فرم شده بود را نابود کردند.

## نقدها
| گردآورنده | امتیاز       |
| --------- | ------------ |
| متاکریتیک | ۶۵٪ (۲۸ نقد) |

| ناشر      | امتیاز |
| --------- | ------ |
| وان‌آپ.کام | C      |
| آل‌گیم     | [ ۳ ]  |
| سی‌وی‌جی    | 6/10   |
| یوروگیمر  | 7/10   |
| گیم‌اسپات  | 6.4/10 |
| ام! گیمز  | 68%    |